# Полицейский с Рублёвки. Новогодний беспредел
«Полице́йский с Рублёвки. Нового́дний беспреде́л» — российская комедия 2018 года, снятая телекомпанией «ТНТ» совместно с производственным объединением «LEGIO FELIX» в форме Новогоднего сюжета по сценарию Ильи Куликова и основанная на телесериале «Полицейский с Рублёвки». Премьера состоялась 13 декабря 2018 года в московском киноцентре «Октябрь».

## Сюжет
По сюжету фильма, в канун новогодних праздников сотрудники отделения полиции получают сообщение, что одно из них будет закрыто в связи с экономией бюджетных средств. «Барвиха-Северное», в котором работают главные герои, оказывается под угрозой закрытия. Чтобы спасти отдел от ликвидации, Гриша Измайлов — совместно с несколькими коллегами, — решается пойти на крайние меры и ограбить банк. Он рассчитывает на то, что другие его коллеги вместе с начальником отдела Владимиром Яковлевым быстро раскроют это дело и тем самым спасут отделение от сокращения. Но в результате всё идет не совсем так, как задумал Гриша. Украденные деньги бизнес-магната оказываются не только фальшивыми, но и пропитанными наркотическими веществами молодого химика — сына их предполагаемого владельца.

## В ролях
| Актёр             | Роль                                    |
| ----------------- | --------------------------------------- |
| Александр Петров  | Григорий Александрович Измайлов (Гриша) |
| Сергей Бурунов    | Владимир Сергеевич Яковлев (Володя)     |
| Александра Бортич | Вероника Александровна Измайлова (Ника) |
| Роман Попов       | Игорь Валерьевич Мухич                  |
| Татьяна Бабенкова | Алёна Викторовна Смирнова               |
| София Каштанова   | Кристина                                |
| Рина Гришина      | Алиса Рыбкина                           |
| Ростислав Гулбис  | Олег Елисеев                            |
| Ирина Вилкова     | Вера Сергеевна Ершова                   |
| Никита Легостев   | ST1М (в роли самого себя)               |
| Александр Буянов  | Дед Мороз                               |
| Александр Дерепко | Александр Савельев                      |
| Сергей Штатнов    | Дмитрий Котельников                     |
| Нонна Гришаева    | ведущая                                 |
| Даниил Вахрушев   | Виктор Викторович Соболев-младший       |
| Сергей Комаров    | Виктор Викторович Соболев-старший       |
| Валерий Мызников  | режиссёр клипа                          |
| Игорь Гаспарян    | продавец шаурмы                         |

## Съёмочная группа
- Илья Куликов — продюсер, автор сценария и режиссёр;
- Андрей Семёнов — генеральный продюсер;
- Евгений Никишов — продюсер;
- Валерий Федорович — продюсер;
- Алена Мараховский — продюсер;
- Алексей Перевалов — оператор;
- Денис Дубовик — композитор;
- Денис Быков — художник-постановщик;
- Татьяна Шаповалова — художник по костюмам;
- Сергей Федотов — монтажёр.

## Производство
12 марта 2018 года по мотивам телесериала «Полицейский с Рублёвки» начались съёмки художественного фильма «Полицейский с Рублёвки. Новогодний беспредел», который стал праздничным новогодним продолжением четвёртого сезона сериала. Первоначально прокат фильма в кинотеатрах России был запланирован на 27 декабря, однако начался на неделю раньше — 20 декабря 2018 года.

## Отзывы и оценки
Фильм получил смешанные, неоднозначные отзывы в прессе. Положительные рецензии на него опубликовало Кино Mail.ru, более скептические — в изданиях «Искусство кино», Канобу, резко отрицательную — Амурская правда. О фильме писали: «Основной сюжет фильма неплохо продуман, но вульгарность переходит все границы», «Несмотря на то, что картина относится к разряду «дурацких» комедий, в которых действуют незадачливые, хамоватые и туповатые герои, такой юмор тоже может быть смешным».